# Calle Echegaray (Málaga)
La calle Echegaray es el nombre de una céntrica calle peatonal situada en el centro histórico de la ciudad de Málaga, Andalucía (España).

## Historia
Esta calle surge en el año 1876 a partir del derribo del Convento de las Capuchinas realizado tres años antes bajo el marco de la Desamortización. De ahí que el nombre original de la calle fuera Calle de las Capuchinas.
Su nombre actual hace honor a José de Echegaray y Eizaguirre, Ingeniero de Caminos, Canales y Puertos, matemático, dramaturgo, político español y Premio Nobel de Literatura en 1904.

## Recorrido
Esta calle une la Calle Granada con la Calle San Agustín a lo largo de 80 metros y no la cruza ninguna calle.
Recientemente abierta en su plenitud (puesto que se estaban realizando obras, que tenían ocupado el 80% del ancho), se encuentra a un minuto andando aproximadamente de la catedral, partiendo desde calle Granada; así como de otros puntos del Centro Histórico como el Museo Picasso.
Durante la Semana Santa de Málaga las hermandades del Rocío y Lágrimas y Favores realizan parte de su recorrido procesional por esta calle.
Entre otros se encuentra el famoso despacho de abogados Del Río Bourman, uno de los más antiguos de Málaga.

## Edificios notables
En el número 6 se encuentra el Teatro Echegaray, construido en 1932 y rehabilitado en 2009, de estilo historicista y ecléctico, en el cual tienen lugar espectáculos de danza, teatro y música. El edificio se debe al arquitecto Manuel Rivera Vera, quien también realizó el inmueble modernista del n.º 3. Los números 1 y 2, que forman la entrada a calle Granada son obra de Fernando Guerrero Strachan del primer cuarto del siglo XX, mientras que los números 5 y 6 son de estilo decimonónico burgués malagueño. Todos ellos está protegidos a nivel municipal.